# Teatro-Museo Dalí
El Teatro-Museo Dalí es un museo dedicado enteramente al pintor Salvador Dalí que encuentra en la plaza Gala-Salvador Dalí, número 5, en Figueras (provincia de Gerona, Cataluña, España). Según The Art Newspaper, basándose en datos facilitados por los propios museos, el Teatro-Museo Dalí fue el tercer museo más visitado en España en 2017, con 1 207 149 visitantes, situándose en el puesto número 40 de su ranking de los 100 museos de arte del mundo más visitados. Debido a su gran afluencia de público y a su gestión comercial, es posiblemente el único museo español que se autofinancia enteramente con sus propios ingresos.
Está gestionado por la Fundación Gala-Salvador Dalí. El artista legó en su testamento una enorme cantidad de obras de arte al Estado español, que se repartieron entre este museo y el Museo Reina Sofía de Madrid. El repertorio expuesto en Figueras se ha ido enriqueciendo posteriormente con adquisiciones efectuadas por la Fundación.

## Historia

### El antiguo teatro municipal
El edificio del Museo Dalí es un monumento del municipio de Figueras incluido en el inventario del Patrimonio Arquitectónico de Cataluña. El espacio que actualmente ocupa el Teatro-Museo Dalí fue, durante muchos años, el antiguo Teatro Municipal de Figueras o Teatro Principal de Figueras, construido entre 1848 y 1850 por el arquitecto catalán Josep Roca i Bros. Fue un edificio neoclásico financiado por las clases altas de la ciudad, en el marco de la estrategia de legitimación pública que llevó a cabo la burguesía decimonónica, a través, principalmente, de la remodelación de instituciones culturales y artísticas. Su construcción es paralela, ideológicamente hablando, al Eixample barcelonés o a la Ringstrasse de Viena.
El teatro nuevo, inaugurado el 15 de septiembre de 1850, se erigió para sustituir a una sala más pequeña, hecha en madera, que se había quedado obsoleta. La gran demanda cultural de la ciudad de Figueras demandaba un espacio más grande, aunque las dimensiones del nuevo teatro eran desproporcionadas para una ciudad de 10.000 habitantes. Su actividad era constante, y el teatro se convirtió en el escaparate social más codiciado de la ciudad. Ocho años después de su inauguración se fundó el Liceo Figuerense, asociación a la que el Ayuntamiento encargó la explotación del teatro durante tres años, a cambio de algunas mejoras estructurales. Los socios del Liceo, todos ellos establecidos en las capas más altas de la sociedad, fueron los encargados de contratar a la compañía que se ocuparía de la escena durante la temporada. Este hecho demuestra que, aún a finales del siglo XIX, subsistían múltiples formas de mecenazgo propias del Antiguo Régimen.
A partir de la década de 1860, la prensa escrita va a comenzar a dejar testimonio de la mayoría de las obras representadas en el teatro. El repertorio estaba formado, principalmente, por piezas de teatro declamadas; dramas histórico-románticos y comedias de actualidad, que se alternaban con obras recicladas del Siglo de Oro español. Asimismo, se representaba ópera italiana, que va a regresas a la ciudad en 1863 y que jugaría un papel clave en la formación del gusto musical burgués de la época.
El teatro neoclásico va a tener una vida relativamente corta. En 1939, durante el epílogo de la guerra civil española, va a caer finalmente en desuso y va a ser abandonado; más tarde un destacamento del Ejército nacional lo usó como cuartel durante unos días y un incendio destruyó las instalaciones. Únicamente sobrevivió la fachada y las paredes exteriores.

### El actual Teatro-Museo Dalí

#### La propuesta de Ramón Guardiola
En 1960 Salvador Dalí era una figura de renombre mundial, y Ramón Guardiola y Rovira, el entonces alcalde de Figueras, se dio cuenta en seguida de que la ciudad natal del artista debía tener un espacio donde estuviera representado y se difundiera su obra.
El 8 de noviembre de ese año, Dalí y Gala habían firmado un acuerdo conjunto donde donaban todas sus pinturas, dibujos y otras creaciones artísticas al Museo del Prado; y sus bienes e inmuebles a la Dirección General de Bellas Artes del Ministerio de Educación. Por este motivo, en mayo de 1961, cuando los Dalí regresaron de su viaje anual a París y Nueva York, Ramón Guardiola fue a visitarlos personalmente a Portlligat. El objetivo de la visita fue convencer al artista de que habilitara una sala en el Museo del Empordà dedicada a su figura y su obra.

#### La respuesta del artista
En 1954, Dalí había presentado una Mostra di quadri, disegni ed oreficerie en la Sala de las Cariátides del Palacio Real de Milán, propiedad de su amigo el conde Theo Rossi di Montelera, que había sido bombardeado en 1943 durante la Segunda Guerra Mundial. Dalí había comenzado a pensar en las paredes quemadas del Teatro Municipal de su Figueras natal como posible espacio para exponer su obra. Por este motivo, cuando el fotógrafo y amigo común Melitó Casals, fue a visitarlo para hacerle la misma propuesta que el alcalde Guardiola, el maestro respondió que no quería una sala en el Museo del Empordà, sino todo un museo para él. Y no solo eso, sino que había decidido su emplazamiento: las ruinas del Teatro Principal.
La elección del Teatro Principal en ruinas fue decidida por tres motivos, según le comentó Dalí a Guardiola: «la primera, porque soy un pintor eminentemente teatral; la segunda, porque el Teatro se encuentra frente a la iglesia donde fue bautizado; y la tercera, porque precisamente fue en la sala del vestíbulo del Teatro donde expuse mi primera muestra de pintura». Efectivamente, Dalí era un artista excéntrico, también era cierto que había sido bautizado en la iglesia de San Pedro de Figueras, frente al Teatro Principal, y que había expuesto en 1918 con los pintores Bonaterra y Montoriol, y él solo en 1919.
El 12 de agosto de 1961 Figueras realizó un homenaje a Dalí. Se produjeron numerosos actos, como una corrida de toros y otras celebraciones en honor al artista (fuegos artificiales, desfile de gigantes y bailes folclóricos). Dalí realizó una entrada ceremoniosa en la plaza con su Cadillac descapotable y dio varias vueltas mientras el público aplaudía. A la tarde, después del descubrimiento de una placa en la fachada de la casa natal de Dalí, en la calle Monturiol, y de una multitudinaria recepción en el ayuntamiento (donde recibió la Hoja de Higuera de Plata de la ciudad), llegó el momento culminante del día: en medio de las ruinas carbonizadas del Teatro Principal, Dalí anunció la creación de su Museo. Era un emplazamiento predestinado, según comentó a los asistentes, debido a las cuestiones mencionadas anteriormente, aunque no debía modificarse nada, porque cada centímetro de las paredes tan brutas era una auténtica pintura abstracta, tal y como explicó. Dalí deseaba que la Dirección General de Bellas Artes del Ministerio de Educación participase en el proyecto, aunque no hubo representación oficial de esta institución. El artista pronto comprendió que el edificio debería reconstruirse completamente, ya que no podían dejarse las obras a la intemperie y que, si se quería obtener ayuda oficial para el Museo, se debía obtener un volumen substancial de obra original.

#### Problemas políticos, la Cúpula de Piñero y los inicios de la construcción
Tras aquella jornada histórica para la ciudad de Figueras, hubo un paréntesis durante el cual corrieron rumores  de que el Museo podría no construirse por falta de financiación. La Dirección General de Bellas Artes del Ministerio de Educación no se pronunciaba y los meses trascurrían sin el inicio de las obras. Gracias a la tozudez de algunos entusiastas con el alcalde Guardiola al frente, y amparándose en una antigua ley franquista (concretamente la de la obligación del Estado de reparar las zonas afectadas por la Guerra civil por parte del Servicio Nacional de Regiones Devastadas, a pesar de que el organismo hacía tiempo que estaba disuelto y el edificio no había sido destruido a causa de una acción bélica, sino por el descuido de unos mercenarios franquistas que incendiaron el teatro accidentalmente), finalmente el Ministerio de Vivienda se hizo subsidiario de las omisiones y del abandonamiento histórico. No obstante, pasaron unos años hasta el comienzo de las obras.
En 1964 Dalí declaró a la revista Time que el Museo se comenzaría con la instalación de una cúpula reticular de Richard Buckminster Fuller sobre el escenario del antiguo teatro, es decir, empezaría por el techo. A pesar del entusiasmo que le producía a Dalí que el arquitecto estadounidense diseñara la cúpula, su voluntad no pudo ser satisfecha por una cuestión presupuestaria.
El 29 de enero de 1968, mediante una propuesta municipal, se acordaba que el antiguo teatro se reconvertía en Museo Dalí. Además, en 1969, se encargaba al arquitecto murciano Emilio Pérez Piñero la construcción de la cúpula geodésica que tanto anhelaba Dalí. Pérez Piñero era, en aquel momento, el único arquitecto en España que realizaba este tipo de estructuras (Piñero no vio el museo acabado porque murió en un accidente de tráfico en 1972). Aquel acuerdo no hubiera sido posible sin las gestiones de Antonio Cámara Niño, catedrático de la Escuela Superior de Arquitectura de Madrid y colaborador de la Dirección General de Arquitectura, el cual se desplaza a Figueras para conocer el edificio y ponerse de acuerdo con los arquitectos Joaquim de Ros i de Ramis y Alexandre Bonaterra.
Finalmente, el 26 de junio de 1970 el Gobierno español aprobó el proyecto y el 13 de octubre comenzaron las obras, fecha en la que Dalí mostró públicamente la tela central del techo del Palacio del Viento y expuso el boceto completo. La rehabilitación del edificio fue dirigida por los arquitectos Joaquim de Ros i de Ramis y el figuerense Alexandre Bonaterra Matas. Durante los meses de agosto y septiembre de 1973 se presentó en el museo, con un amplio eco mediático, la exposición Dalí, su arte en joyas en beneficio de la Sociedad Española de Amigos de la Infancia, muestra que puede considerarse un preludio anterior a la inauguración oficial. En 1974, Dalí y Óscar Tusquets diseñaron la sala Mae West.

### Inauguración
En abril de 1974 Dalí tenía muy presente su Museo y telefoneó a Guardiola (que ya no era alcalde, pero seguía muy relacionado con el proyecto) desde Cannes para darle instrucciones. El 2 de mayo, cuando llega a Figueras, dona una de sus obras más preciadas, La cesta de pan. El 20 de mayo, Dalí, que acababa de cumplir 70 años, viaja en coche hasta Madrid con Guardiola y Gonzalo Serraclara donde tuvo una entrevista con Francisco Franco, el príncipe Juan Carlos y otras autoridades, con la intención de garantizar que su museo se inaugurase aquel septiembre tal y como estaba previsto. Ese mismo mes, Dalí y Gala habían firmado un testamento conjunto nuevo por el cual donaban su patrimonio artístico no al Museo del Prado, como dispusieron en 1960, sino bajo los auspicios de Patrimonio Nacional, al Teatro-Museo de Figueras.
Finalmente, el 28 de septiembre de 1974, tuvo lugar la inauguración oficial del edificio, cuando no estaba completamente terminado. Durante el evento Figueras estaba a rebosar, con una amplia presencia de hippies vestido con colores llamativos. Había cámaras de televisión por todas partes. Por las calles hubo majorettes, bailarines, músicos y hasta un elefante y la multitud vio llegar a Dalí y Gala en su Cadillac descapotable. Después de la ceremonia oficial en el ayuntamiento, donde el ministro de Vivienda, Luis Rodríguez de Miguel, entregó el edificio al municipio y concedió la Medalla de Oro de Figueras a Dalí, la pareja recorrió unos metros hasta el Teatro-Museo. Gala entró con un ramo de nardos de la India y con la pareja se encontraba la cantante y modelo Amanda Lear. El museo fue desde un primer momento del agrado del público, tanto es así que se convirtió en el segundo museo español por número de visitantes, superado solo por el Museo del Prado de Madrid.
El museo continuó creciendo y modificándose, debido a que el artista va a aportar cambios e incorporaciones hasta el año de su fallecimiento, en 1989. Este centro representa su última gran obra y la culminación de una obra de arte total. El Teatro-Museo Dalí no comprende únicamente el edificio del antiguo teatro, sino que también es el resultado de sucesivas ampliaciones que han excedido el conjunto original del Teatro Municipal: desde la cripta de Dalí, a las salas pertenecientes a la Torre Galatea, adquirida en 1983, que formaba parte de las antiguas murallas medievales de la ciudad, donde Dalí va a residir desde octubre de 1984 hasta su fallecimiento, el 23 de enero de 1989.
El 25 de enero de 1989, dos días después de la muerte del artista, Salvador Dalí fue enterrado en una cripta bajo la cúpula geodésica, tal y como manifestó el 1 de enero de 1988 al entonces alcalde de Figueras, Marià Lorca, aunque en un primer momento iba a ser enterrado junto a su esposa en el castillo de Púbol.

### Últimas reformas

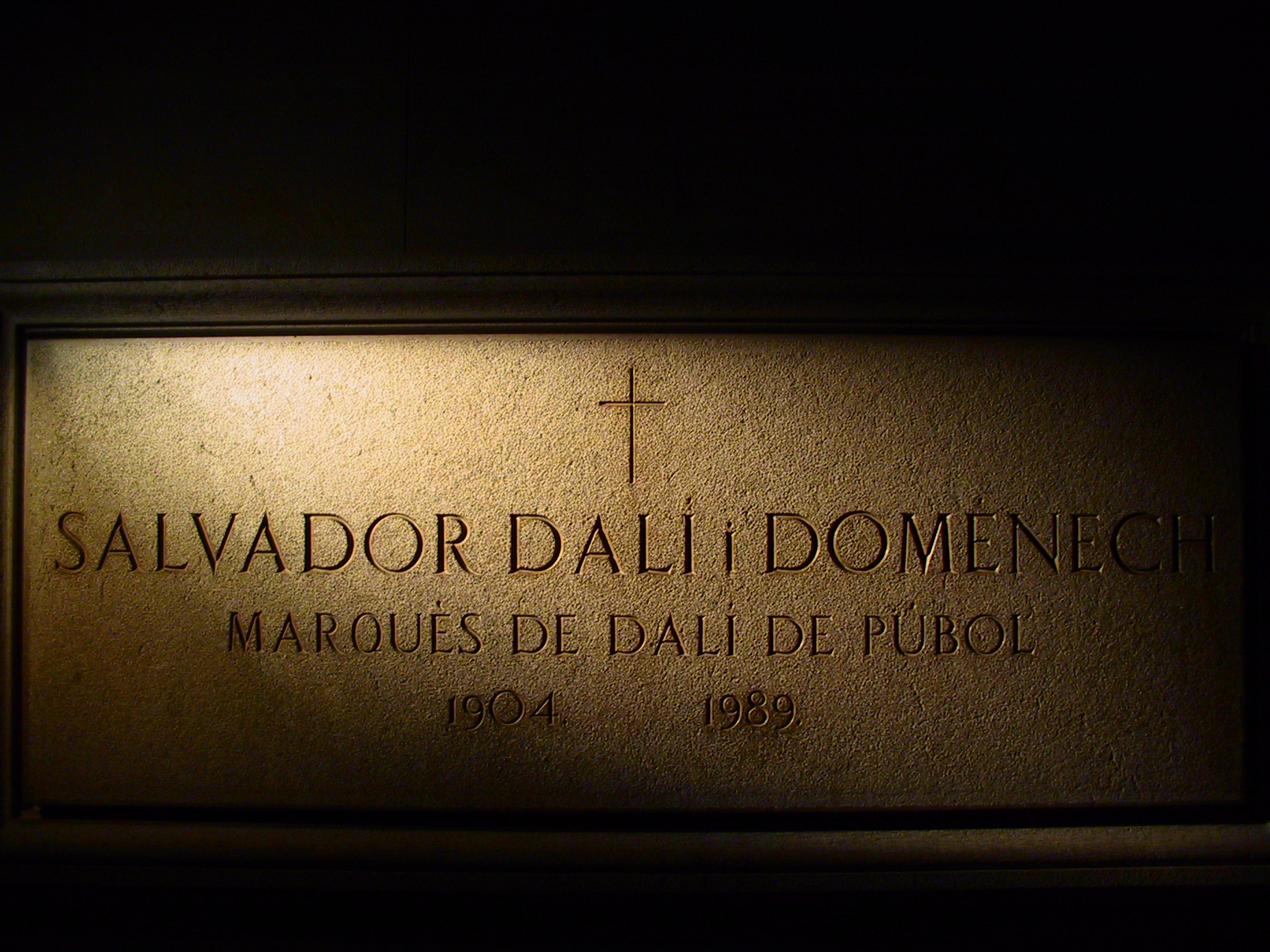
Lápida de Salvador Dalí.

Posteriormente, en 1995 se inauguraron nuevas salas con una rehabilitación de Daniel Freixes, Vicente Miranda y Eulàlia González. En 1997 se remodeló la sala donde se encuentra la cripta de Dalí para albergar algunas de las joyas que diseñó. Entre marzo y junio de 1998, la Fundación Gala-Salvador Dalí llevó a cabo la reconstrucción de la cúpula geodésica del museo, uno de los proyecto técnicamente más complejos desde la inauguración. Con la colaboración del Departamento de Cultura de la Generalidad de Cataluña, los arquitectos Clotet, Ignacio Paricio y Assoc. de Barcelona, la «nueva» cúpula es exactamente igual a la realizada originalmente, pero con nuevos materiales y nuevas técnicas que le garantizan unas condiciones óptimas de conservación en el interior del museo.
En 2001 se inauguró al exposición permanente Dalí-Joyas, con treinta y nueve joyas de oro y piedras preciosas de la antigua colección Owen Cheatham, dos joyas posteriores y los diseños previos realizados por el pintor.
En la madrugada del 20 de julio de 2017 el cadáver de Dalí fue exhumado de su cripta con objeto de obtener muestras de ADN por orden del Juzgado de Primera Instancia número 11 de Madrid, en relación con una demanda de paternidad infundada.

## Obras
Algunas de las obras que se exponen en el Teatro-Museo Dalí son: Autorretrato con l’Humanité (1923), Port Alguer (1924), El espectro del sex-appeal (1932), Retrato de Gala con dos costillas de cordero en equilibrio sobre su hombro (1933), Autorretrato blando con bacon asado (1941), Poesía de América-Los atletas cósmicos (1943), Galarina (1944-45), La cesta del pan (1945), Leda atómica (1949) y Galatea de las esferas (1952).
Además de las obras de Salvador Dalí, el artista también permitió exponer en su museo a Antoni Pitxot y Evarist Vallès. Además, se exhiben cuadros de su colección privada, firmada por artistas como El Greco, Mariano Fortuny, Modest Urgell, Ernest Meissonier, Marcel Duchamp, Gérard Dou y Bouguereau.